# Ramlibacter ginsenosidimutans
Ramlibacter ginsenosidimutans es una bacteria gramnegativa del género Ramlibacter. Fue descrita en el año 2014. Su etimología hace referencia a conversión de ginsenósido. Es aerobia y móvil. Forma colonias lisas, circulares, convexas, transparentes y amarillentas en agar TSA tras 3 días de incubación. Temperatura de crecimiento entre 25-37 °C. Se ha aislado del suelo en una plantación de ginseng en China. 